# The Best of Times (singolo)
The Best of Times è un singolo del gruppo rock statunitense Styx, pubblicato nel 1981 ed estratto dall'album Paradise Theatre.
La canzone è stata scritta da Tommy Shaw

## Tracce
- 7"

1. The Best of Times
2. Lights

## Formazione
- Tommy Shaw - chitarra, voce
- James "JY" Young - chitarra, cori
- Dennis DeYoung - tastiera, cori
- Chuck Panozzo - basso
- John Panozzo - batteria